# Stachybotrys parvispora
Stachybotrys parvispora är en svampart som beskrevs av S. Hughes 1952. Stachybotrys parvispora ingår i släktet Stachybotrys, ordningen köttkärnsvampar, klassen Sordariomycetes, divisionen sporsäcksvampar och riket svampar.   Inga underarter finns listade i Catalogue of Life.